# Дзядко, Тихон Викторович
Ти́хон Ви́кторович Дзядко́ (род. 23 июня 1987, Москва, СССР) — российский журналист и медиаменеджер.
С 2005 по 2013 год работал корреспондентом и ведущим эфира на «Эхо Москвы». С 2010 по 2015 был сотрудником телеканала «Дождь». С 2016 года — ведущий новостей на RTVI, где 2018—2019 годах занимал должность заместителя главного редактора. С декабря 2019 года — главный редактор телеканала «Дождь».

## Биография
Окончил гуманитарный класс лицея № 1525. Учился в РГГУ на филологическом отделении, но не окончил его, уйдя на работу на радиостанцию «Эхо Москвы».
Работал на портале «Полит.ру». С 2007 по 2012 год работал корреспондентом в России международной организации «Репортёры без границ».
С 2005 по 2013 год работал корреспондентом и ведущим эфира на радиостанции «Эхо Москвы», вёл передачи «Разворот», «Одним словом», «Обложка — 1», «Супервласть».
С мая 2010 по октябрь 2013 года вместе с родными братьями Филиппом и Тимофеем вёл еженедельную публицистическую программу «Дзядко3» на «Дожде». С 24 мая 2011 года на том же телеканале вёл еженедельную программу Hard Day’s Night.

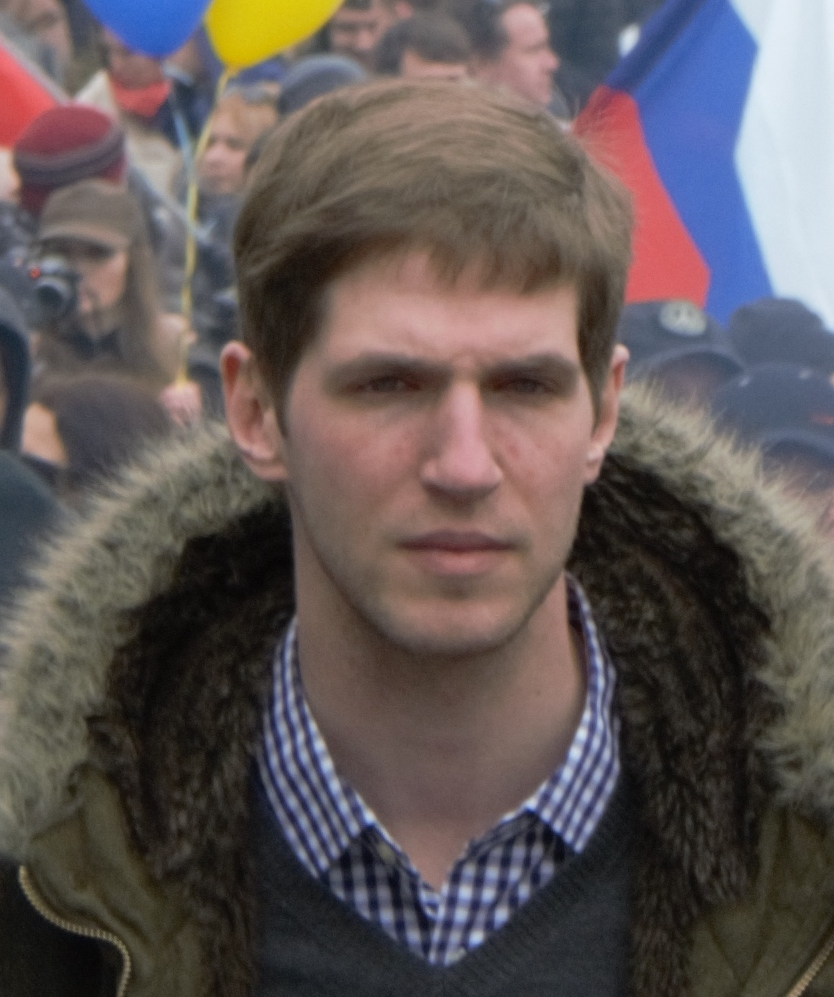
Тихон Дзядко на «Марше мира» в 2014 году

В марте 2014 года подписал обращение против политики российской власти в Крыму. Участник конгресса «Украина — Россия: диалог», прошедшего 24-25 апреля 2014 года в Киеве. Стал героем интернет-мемов «Мой Семён» и «Мой Колодя».
В августе 2015 года покинул «Дождь», чтобы начать освещать американские выборы на украинском телеканале IНТЕР в Вашингтоне. После окончания электорального цикла с «Интера» ушёл, с 15 августа 2016 года — ведущий новостей на RTVi. С января 2018 года по декабрь 2019 года — заместитель главного редактора телеканала.
С декабря 2019 года — главный редактор телеканала «Дождь». Сменил на этой должности Александру Перепелову.
После вторжения России на Украину в феврале 2022 года, блокировки сайта телеканала 1 марта 2022 года и его аккаунтов в некоторых соцсетях, а также угроз в свой адрес Тихон Дзядко вместе с семьёй уехал из России в Тбилиси.
С 22 марта 2022 года вместе с супругой вёл стримы на авторском YouTube-канале «Котрикадзе Дзядко». Канал набрал более 100 тыс. подписчиков за 5 дней. После возобновления вещания канала из Риги в июле 2022 года вновь работает в эфире «Дождя».
14 октября 2022 года Министерством юстиции России внесён в список физических лиц — «иностранных агентов».
После того, как 6 декабря 2022 года Латвия аннулировала лицензию на вещание телеканала «Дождь» из-за «угрозы национальной безопасности и общественному порядку», проживает в Нидерландах.

## Семья
Отец — Дзядко Виктор Михайлович (1955—2020) — программист, советский диссидент, правозащитник и художник. Мать — Зоя Светова — журналистка и правозащитница.
Дед — Феликс Светов (1927—2002) — русский советский писатель, также диссидент.
Прадед — Григорий (Цви) Фридлянд (1897—1937) — видный советский историк-марксист и первый декан Исторического факультета МГУ, расстрелян в 1937 году.
Бабушка — Зоя Крахмальникова (1929—2008) — православная писательница, публицистка, правозащитница, участница советского диссидентского движения.
У Тихона Дзядко есть двое старших братьев: Филипп и Тимофей и младшая сестра Анна.
Первый брак с журналисткой Анной Красильщик. Поженились в студенческие годы. Дети: Софья и Пётр.
С 2019 года женат на журналистке Екатерине Котрикадзе. Сын Михаил (род. 2020).